# (2346) Lilio
(2346) Lilio (1934 CB; 1929 WV; 1929 XO; 1932 NE; 1951 YA2; 1957 HW; 1958 TU; 1969 UM; 1978 EH4; 1980 XP) ist ein Asteroid des inneren Hauptgürtels, der am 5. Februar 1934 vom deutschen (damals: NS-Staat) Astronomen Karl Wilhelm Reinmuth an der Landessternwarte Heidelberg-Königstuhl auf dem Westgipfel des Königstuhls bei Heidelberg (IAU-Code 024) entdeckt wurde.

## Benennung
(2346) Lilio wurde nach Aloisius Lilius (ca. 1510–1576), der eigentlich Luigi Lilio hieß, benannt. Er gilt als der geistige Urheber des Gregorianischen Kalenders, daher wurde die Benennung anlässlich des 400. Jahrestages der Einführung dieses Kalenders vorgenommen und vom US-amerikanischen Astronomen Brian Marsden vorgeschlagen.